# Gruppo del Partito Europeo dei Liberali, Democratici e Riformatori
Il Gruppo del Partito Europeo dei Liberali, Democratici e Riformatori (Gruppo ELDR) era un gruppo politico al Parlamento europeo presente dal 1994 al 2004, successore dei precedenti gruppi liberali e democratici, segnatamente:
- il Gruppo dei Liberali e Apparentati, dal 1953 al 1976;
- il Gruppo Liberale e Democratico, dal 1976 al 1985;
- il Gruppo Liberale, Democratico e Riformatore, dal 1985 al 1994.

Espressione dell'omonimo partito, il gruppo ELDR si caratterizzava per una spiccata eterogeneità, includendo partiti liberali di destra e di sinistra, liberal-conservatori e social-liberale.
Nel 2004 il Partito dell'Alleanza dei Liberali e dei Democratici per l'Europa, successore del partito dell'ELDR, ha dato vita, insieme al Partito Democratico Europeo, ad un unico gruppo politico, il Gruppo dell'Alleanza dei Democratici e dei Liberali per l'Europa, a sua volta divenuto, nel 2019, Renew Europe.

## Storia del gruppo

### Gruppo dei Liberali e Apparentati, 1953-1976
Il primo gruppo parlamentare europeo di orientamento liberale fu fondato all'Assemblea parlamentare della CECA il 23 giugno del 1953 come Gruppo dei Liberali e Apparentati ed era composto dai Liberali tedeschi, dai Liberali e Repubblicani italiani, dai Gollisti francesi, dai Liberali olandesi e dai Liberali belgi. Nel 1958 un gruppo politico liberale venne istituito anche all'Assemblea parlamentare europea.
Nel 1965 i gollisti uscirono dal gruppo e nel 1973 vi entrarono invece i Liberali inglesi e danesi.

### Gruppo Liberale e Democratico, 1976-1985
Nel 1976 il gruppo mutò il proprio nome in Gruppo Liberale e Democratico, in corrispondenza con la creazione della federazione dei partiti liberali e democratici europei.
Dopo le elezioni europee del 1979 il gruppo era il quinto per numero di membri con 40 parlamentari. Il suo capogruppo era il tedesco Martin Bangemann.
Alle elezioni europee del 1984 il gruppo aveva raccolto 31 parlamentari; suo capogruppo era la francese Simone Veil, già Presidente del Parlamento europeo.

### Gruppo Liberale, Democratico e Riformatore, 1985-1994
Il 13 dicembre del 1985 il gruppo cambiò nuovamente nome ed assunse quello di Gruppo Liberale, Democratico e Riformatore, anticipando il cambiamento del nome della corrispondente federazione dei partiti approvato al congresso del 1986.
Alle elezioni europee del 1989 il gruppo si ingrandì ottenendo 49 parlamentari. Fu eletto capogruppo l'ex Presidente della Repubblica Francese Valéry Giscard d'Estaing, che svolse l'incarico fino al dicembre 1991. Dal gennaio 1992 la presidenza del gruppo fu ricoperta da Yves Galland.

### Gruppo del Partito Europeo dei Liberali, Democratici e Riformatori, 1994-2004
Dopo le elezioni europee del 1994 il gruppo assunse il nome di Gruppo del Partito Europeo dei Liberali, Democratici e Riformatori. Dal 1994 al 1998 il gruppo fu presieduto dal liberale olandese Gijs de Vries, poi dal 1998 al 2002 dall'irlandese Pat Cox. Dopo l'elezione di quest'ultimo alla presidenza del Parlamento europeo, il gruppo fu presieduto dal 2002 al 2004 dal liberal democratico britannico Graham Watson.
Dopo le elezioni europee del 2004 il Partito Europeo dei Liberali, Democratici e Riformatori si è trasformato in Partito dell'Alleanza dei Liberali e dei Democratici per l'Europa; questo ha costituito un gruppo parlamentare unico con il Partito Democratico Europeo ed formando il Gruppo dell'Alleanza dei Democratici e dei Liberali per l'Europa.

## Composizione

### I Legislatura (1979-1984)

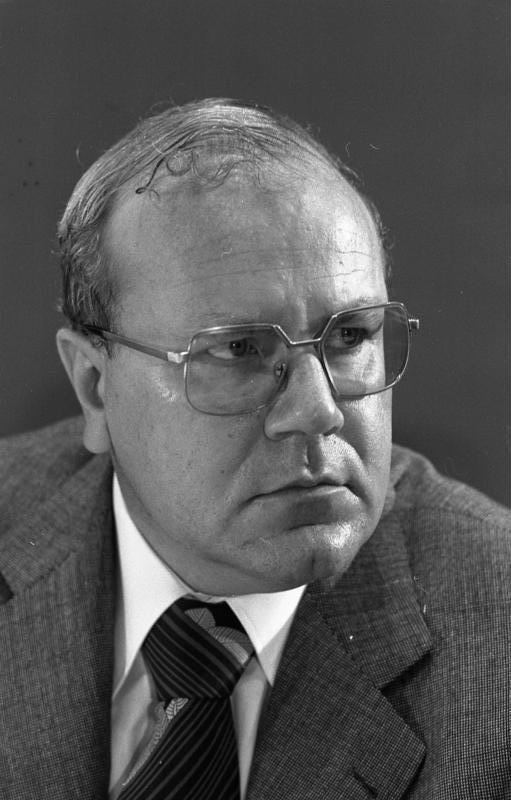
Martin Bangemann

| Partito                                         | Abbr. | Stato           | Numero di parlamentari |
| ----------------------------------------------- | ----- | --------------- | ---------------------- |
| Unione per la Democrazia Francese               | UDF   | Francia         | 17                     |
| Partito Liberale Italiano                       | PLI   | Italia          | 3                      |
| Partito Repubblicano Italiano                   | PRI   | Italia          | 2                      |
| Partito Liberale Democratico                    | FDP   | Germania Ovest  | 4                      |
| Partito della Libertà e del Progresso           | PVV   | Belgio Fiandre  | 2                      |
| Partito Riformista Liberale                     | PRL   | Belgio Vallonia | 2                      |
| Partito Popolare per la Libertà e la Democrazia | VVD   | Paesi Bassi     | 4                      |
| Sinistra - Partito Liberale di Danimarca        | V     | Danimarca       | 4                      |
| Partito Democratico                             | DP    | Lussemburgo     | 2                      |
| parlamentari indipendenti                       |       |                 | 1                      |

### II Legislatura (1984-1989)

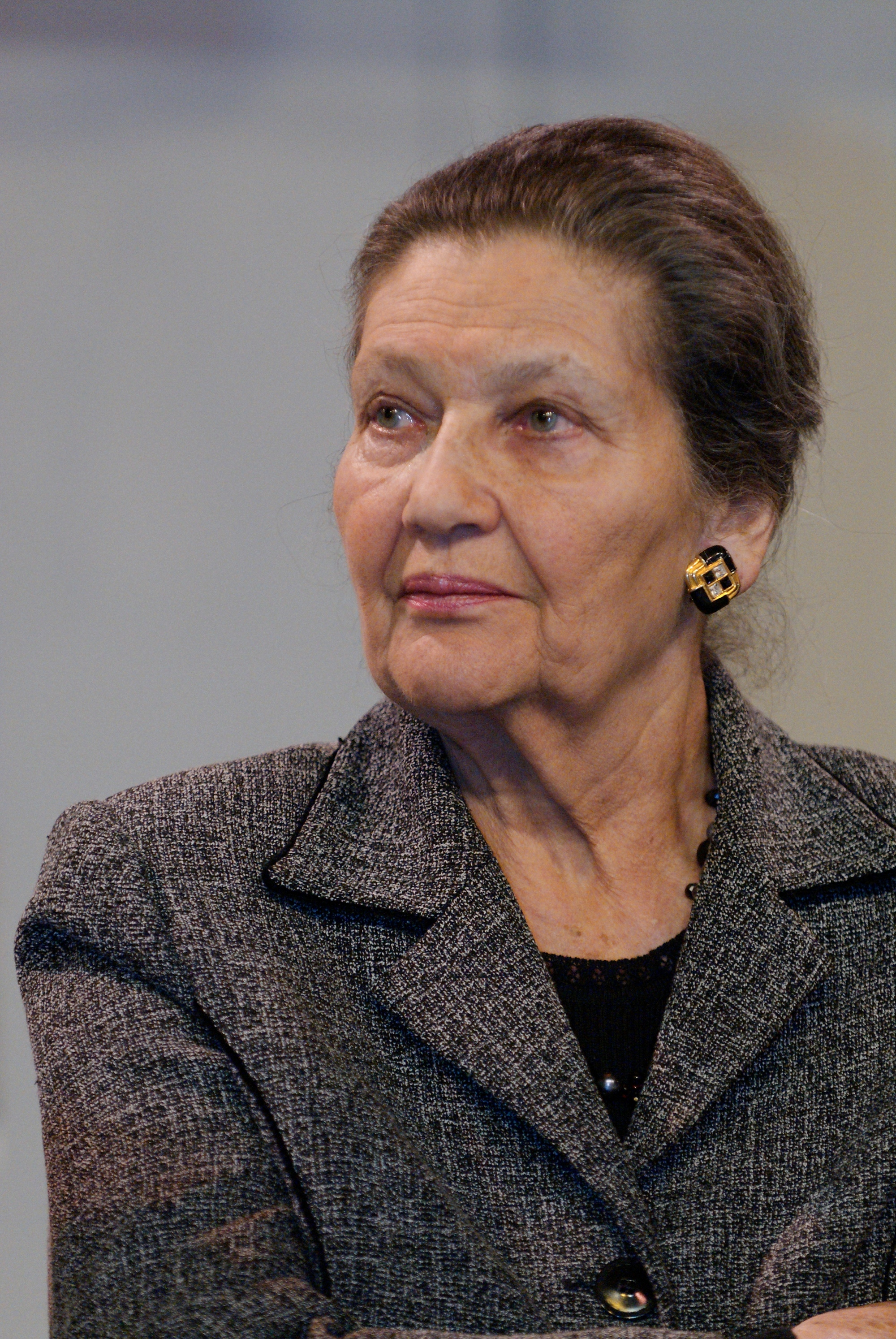
Simone Veil

| Partito                                         | Abbr. | Stato           | Numero di parlamentari |
| ----------------------------------------------- | ----- | --------------- | ---------------------- |
| Unione per la Democrazia Francese               | UDF   | Francia         | 12                     |
| Partito Repubblicano Italiano                   | PRI   | Italia          | 3                      |
| Partito Liberale Italiano                       | PLI   | Italia          | 2                      |
| Partito della Libertà e del Progresso           | PVV   | Belgio Fiandre  | 2                      |
| Partito Riformista Liberale                     | PRL   | Belgio Vallonia | 3                      |
| Partito Popolare per la Libertà e la Democrazia | VVD   | Paesi Bassi     | 5                      |
| Sinistra - Partito Liberale di Danimarca        | V     | Danimarca       | 2                      |
| Partito Democratico                             | DP    | Lussemburgo     | 1                      |

### III Legislatura (1989-1994)

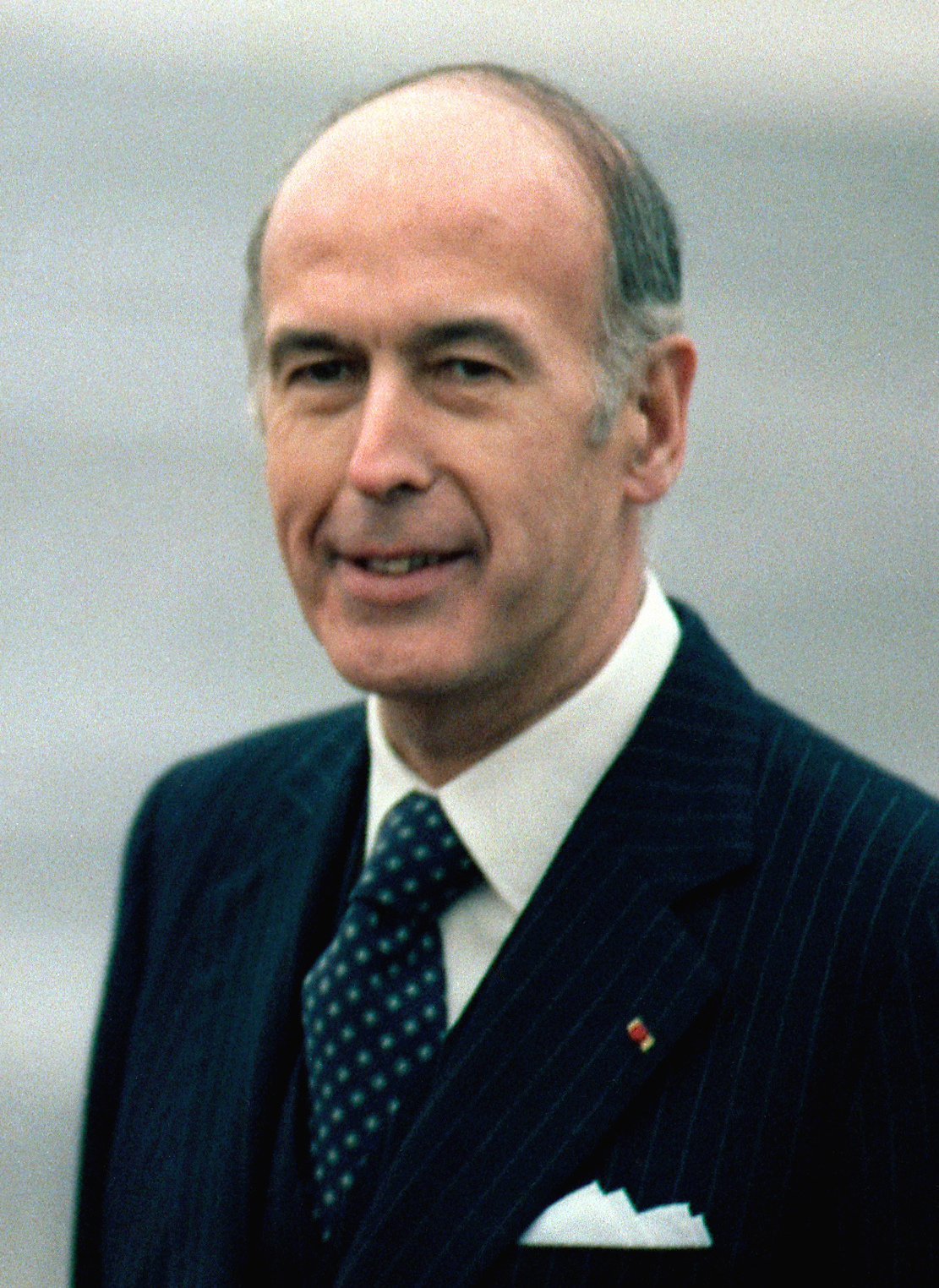
Valéry Giscard d’Estaing, Capogruppo 1989-1991

| Partito                                         | Abbr. | Stato           | Numero di parlamentari |
| ----------------------------------------------- | ----- | --------------- | ---------------------- |
| Unione per la Democrazia Francese               | UDF   | Francia         | 13                     |
| Partito Social Democratico                      | PSD   | Portogallo      | 9                      |
| Partito Liberale Democratico                    | FDP   | RFT / Germania  | 4                      |
| Partito della Libertà e del Progresso           | PVV   | Belgio Fiandre  | 2                      |
| Partito Riformista Liberale                     | PRL   | Belgio Vallonia | 2                      |
| Partito Popolare per la Libertà e la Democrazia | VVD   | Paesi Bassi     | 3                      |
| Democratici 66                                  | D66   | Paesi Bassi     | 1                      |
| Partito Repubblicano Italiano                   | PRI   | Italia          | 3                      |
| Sinistra - Partito Liberale di Danimarca        | V     | Danimarca       | 3                      |
| Democratici Progressisti                        | PD    | Irlanda         | 1                      |
| Partito Democratico                             | DP    | Lussemburgo     | 1                      |
| parlamentari indipendenti                       |       |                 | 1                      |

### IV Legislatura (1994-1999)
| Partito                                         | Nome locale                             | Abbr.    | Stato           | MPE |
| ----------------------------------------------- | --------------------------------------- | -------- | --------------- | --- |
| Partito Popolare per la Libertà e la Democrazia | Volkspartij voor Vrijheid en Democratie | VVD      | Paesi Bassi     | 6   |
| Democratici 66                                  | Democraten 66                           | D66      | Paesi Bassi     | 4   |
| Partito Social Democratico                      | Partido Social Democrata                | PSD      | Portogallo      | 8   |
| Lega Nord                                       | Lega Nord                               | LN       | Italia          | 7   |
| Partito Repubblicano Italiano                   | Partito Repubblicano Italiano           | PRI      | Italia          | 1   |
| Liberali e Democratici Fiamminghi               | Vlaamse Liberalen en Democraten         | VLD      | Belgio Fiandre  | 3   |
| Partito Riformatore Liberale                    | Parti Réformateur Libéral               | PRL      | Belgio Vallonia | 2   |
| Fronte Democratico dei Francofoni               | Front Démocratique des Francophones     | FDF      | Belgio Vallonia | 1   |
| Sinistra - Partito Liberale di Danimarca        | Venstre - Danmarks Liberale Parti       | V        | Danimarca       | 4   |
| Sinistra Radicale                               | Det Radikale Venstre                    | RV       | Danimarca       | 1   |
| Liberal Democratici                             | Liberal Democrats                       | Lib Dems | Regno Unito     | 2   |
| Convergenza Democratica di Catalogna            | Convergència Democràtica                | CDC      | Spagna          | 2   |
| Indipendente                                    | Pat Cox                                 |          | Irlanda         | 1   |
| Partito Democratico                             | Demokratesch Partei                     | DP       | Lussemburgo     | 1   |
| Unione per la Democrazia Francese               | Union pour la démocratie française      | UDF      | Francia         | 1   |

### V Legislatura (1999-2004)

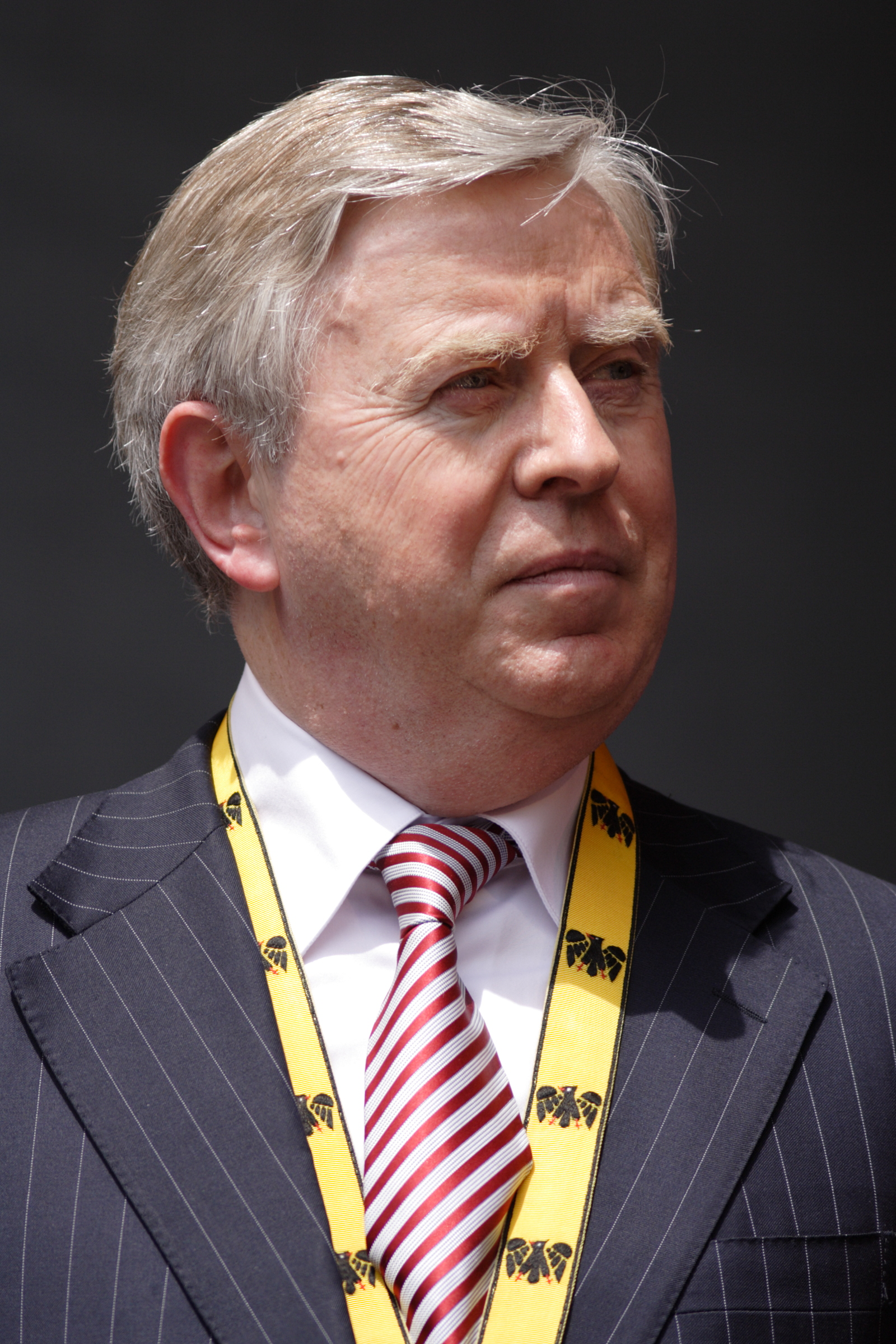
Pat Cox, Capogruppo 1998-2002

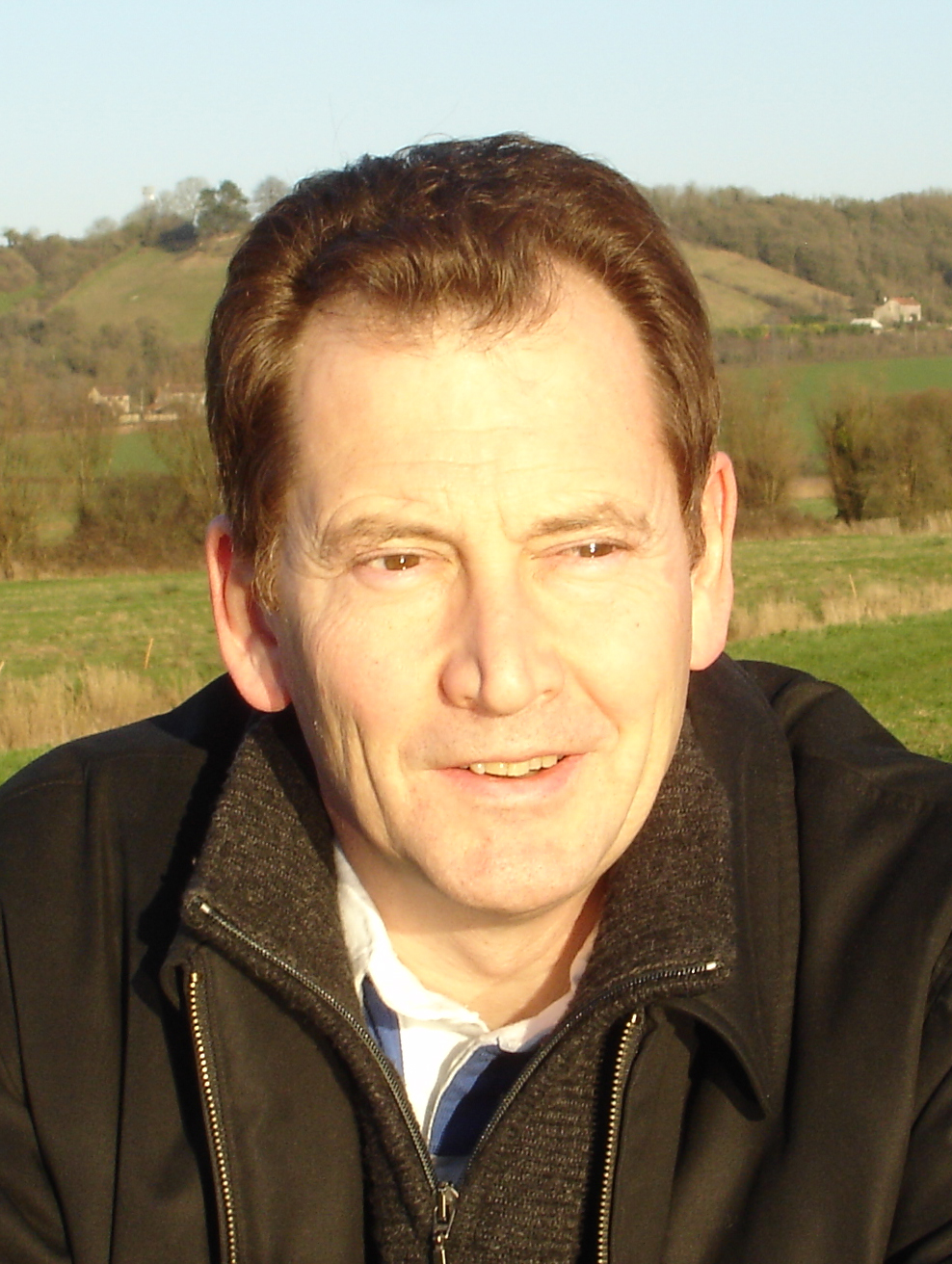
Graham Watson, Capogruppo 2002-2004

| Partito                                         | Nome locale                             | Abbr.    | Stato           | MPE |
| ----------------------------------------------- | --------------------------------------- | -------- | --------------- | --- |
| Partito Popolare per la Libertà e la Democrazia | Volkspartij voor Vrijheid en Democratie | VVD      | Paesi Bassi     | 6   |
| Democratici 66                                  | Democraten 66                           | D66      | Paesi Bassi     | 4   |
| Partito Repubblicano Italiano                   | Partito Repubblicano Italiano           | PRI      | Italia          | 1   |
| Liberali e Democratici Fiamminghi               | Vlaamse Liberalen en Democraten         | VLD      | Belgio Fiandre  | 3   |
| Partito Riformatore Liberale                    | Parti Réformateur Libéral               | PRL      | Belgio Vallonia | 2   |
| Fronte Democratico dei Francofoni               | Front Démocratique des Francophones     | FDF      | Belgio Vallonia | 1   |
| Sinistra - Partito Liberale di Danimarca        | Venstre - Danmarks Liberale Parti       | V        | Danimarca       | 4   |
| Sinistra Radicale                               | Det Radikale Venstre                    | RV       | Danimarca       | 1   |
| Liberal Democratici                             | Liberal Democrats                       | Lib Dems | Regno Unito     | 2   |
| Convergenza Democratica di Catalogna            | Convergència Democràtica                | CDC      | Spagna          | 2   |
| Indipendente                                    | Pat Cox                                 |          | Irlanda         | 1   |
| Partito Democratico                             | Demokratesch Partei                     | DP       | Lussemburgo     | 1   |
| Unione per la Democrazia Francese               | Union pour la démocratie française      | UDF      | Francia         | 1   |

## Capigruppo
| Presidente               | Presidente | Inizio mandato   | Fine mandato     | Paese (Circosrzione)          | Partito                                                | Gruppo politico      |
| ------------------------ | ---------- | ---------------- | ---------------- | ----------------------------- | ------------------------------------------------------ | -------------------- |
| Martin Bangemann         |            | 17 luglio 1979   | 27 giugno 1984   | Germania (bandiera)           | Partito Liberale Democratico                           | Gruppo LD            |
| Simone Veil              |            | 24 luglio 1984   | 24 luglio 1989   | Francia (bandiera)            | Unione per la Democrazia Francese                      | Gruppo LD Gruppo LDR |
| Valéry Giscard d'Estaing |            | 25 luglio 1989   | 11 dicembre 1991 | Francia (bandiera)            | Unione per la Democrazia Francese–Partito Repubblicano | Gruppo LDR           |
| Yves Galland             |            | 27 gennaio 1992  | 18 luglio 1994   | Francia (bandiera)            | Unione per la Democrazia Francese–Partito Radicale     | Gruppo LDR           |
| Gijs de Vries            |            | 19 luglio 1994   | 2 agosto 1998    | Paesi Bassi (bandiera)        | Partito Popolare per la Libertà e la Democrazia        | Gruppo ELDR          |
| Pat Cox                  |            | 9 settembre 1998 | 14 gennaio 2002  | (Munster)                     | Indipendente                                           | Gruppo ELDR          |
| Graham Watson            |            | 16 gennaio 2002  | 19 luglio 2004   | (Inghilterra sud-occidentale) | Liberal Democratici                                    | Gruppo ELDR          |